# Cloeon agnewi
Cloeon agnewi is een haft uit de familie Baetidae. De wetenschappelijke naam van de soort is voor het eerst geldig gepubliceerd in 1973 door Hubbard.
De soort komt voor in het Afrotropisch gebied.